# (10014) Shaim
(10014) Shaim es un asteroide perteneciente al cinturón de asteroides descubierto por Liudmila Vasílievna Zhuravliova el 26 de septiembre de 1978 desde el Observatorio Astrofísico de Crimea, en Naúchni.

## Designación y nombre
Shaim se designó al principio como 1978 SE3.
Más adelante, en 2004, fue nombrado por la localidad rusa de Shaim.

## Características orbitales
Shaim está situado a una distancia media de 2,434 ua del Sol, pudiendo acercarse hasta 2,162 ua y alejarse hasta 2,707 ua. Su inclinación orbital es 3,033 grados y la excentricidad 0,1119. Emplea en completar una órbita alrededor del Sol 1387 días. El movimiento de Shaim sobre el fondo estelar es de 0,2595 grados por día.

## Características físicas
La magnitud absoluta de Shaim es 13,9.